# Kubai ara
A kubai ara (Ara tricolor) a madarak osztályának papagájalakúak (Psittaciformes) rendjébe és a papagájfélék (Psittacidae) családjába tartozó kihalt faj.

## Rendszerezése
A fajt Johann Matthäus Bechstein amerikai ornitológus írta le 1811-ben.

## Előfordulása
1800 körül még gyakori madár volt az elterjedési területén Kuba, Hispaniola és szomszédos Isla de Pinos szigetén, bár egyesek szerint Jamaicán is élt. Természetes élőhelyeik a szubtrópusi és trópusi mocsári erdők, síkvidéki és hegyi esőerdők voltak. Állandó, nem vonuló faj volt.

## Megjelenése
Testhossza 50-60 centiméter. Színezete élénkpiros, tarkója sárgászöld, evezőtollai kékek.

## Életmódja
Párokban, családokban, kisebb kolóniákban élő faj volt.

## Kipusztulása
Az arák nemének utolsó élő képviselője volt a Karib-térségben. Néhány korábban itt élő rokonát már az európaik megérkezése előtt kiirtottak az őshonos indiánok (ezek csak szubfosszilis állapotban maradtak fenn), a többi fajjal a korai európai gyarmatosítók végeztek. Ezekről a fajokról is főleg csak leírásokból és rajzokból tudunk, nagyon kevés élő képviselőjük jutott el Európába és alig maradt fenn preparált példány közülük.
A kubai ara volt az egyetlen faj, amelyik megérte a 19. századot és jóval ismertebb madár, mint a többi ebben a térségben korábban élt rokona. Korában kedvelt kalitkamadár is volt, és különösen miután megritkult állománya nagy kereslet támadt iránta. A jámbor madár könnyű zsákmánya volt a vadászoknak. Fiókáit még kirepülésük előtt fogták össze, egyszerűen úgy, hogy az odújukat rejtő pálmafát kivágták. Kipusztulását a vadászat és a mértéktelen befogás és a terület erőteljes mezőgazdasági művelésbe fogása, főleg a nagyarányú erdőirtás okozta. Az utolsó ismert példányát 1864-ben lőtték Kubában, La Vega-nál, a Zapata-mocsár szomszédságában. Elképzelhető, hogy a faj élt még ezután vagy 20 évet, és 1885 körül pusztult ki véglegesen. A faj legutolsó, fogságban élő képviselője 1885-ben pusztult el.
Több természettudományi múzeumban őrzik 14 preparált egyedét, 5 példányt az USA-ban, 9-et pedig Európában (így Berlinben és Drezdában). Az 1760-as években egy párt tartottak a bécsi Schönbrunn kastélyban is.